# Simcity Social
『Simcity Social』（シムシティ・ソーシャル）とは、ユーザーが自分の街を作り、Facebookのフォロワーとの交流を目的としたオンラインソーシャルゲームである。
このゲームはPlayfishが開発し、Electronic Artsが発売を行った。2012年6月4日に開催されたElectronic Entertainment Expo 2012のEAのプレスカンファレンスで発表され、2012年6月25日に発売された。
2013年4月14日ゲームの閉鎖が発表され、2013年6月14日にSimcity SocialとThe Sims Socialへのアクセスができなくなった。この対応についてプレイヤーはからは否定的な意見が寄せられた。

## 目的
これまでリリースされたSimCityシリーズと同様に、具体的な目標を作らずに、町やビルなどの建設することが目的となっているが、今回のシムシティ・ソーシャルでは、クエストと呼ばれる任意の目標が追加された。